# Caino e Caino
Caino e Caino è un film del 1993 diretto da Alessandro Benvenuti.

## Trama
Prato. Franco e Fabio Casamei sono due fratelli che in pratica si odiano da sempre. Alla morte del padre, entrambi ereditano il 49% delle partecipazioni azionarie dell'azienda tessile di famiglia: da questo momento, i due fratelli iniziano una tremenda faida familiare per cercare in tutti i modi di conquistare la maggioranza assoluta dell'azienda.
Franco si impossessa ignobilmente del 2% delle azioni di proprietà di Adelina, una delle tante amanti del padre, ottenendo la maggioranza, nonostante egli avesse espresso per volontà testamentaria di rispettare la sua decisione di cedere il 2% a questa anziana ex attrice.
Franco dunque crede di aver finalmente prevalso sull'odiato fratello, ma Fabio si rasserena quando il fratello si trova a dover affrontare un controllo della guardia di finanza, da lui stesso organizzato, per vendicarsi di Franco.
Fortunatamente per entrambi il controllo non li compromette perché Fabio aveva nascosto le prove dei fondi neri dell'azienda dentro un telaio, che però Franco, inconsapevole di ciò, aveva venduto. I due riescono comunque infine a trovare i documenti.
Franco tuttavia, sempre più deciso a screditare il fratello agli occhi di tutti architetta uno scandalo: diffonde la notizia che Fabio ha una tresca con Katerina, la moglie del suo migliore amico Adelmo, con il conseguente litigio con questo e totale discredito di Fabio presso tutti.
Fabio dunque si vendica: nel giorno della prima comunione della figlia di Franco, alla presenza della moglie di questi, fa eseguire da un elicottero un lancio di volantini che ritraggono Franco con l'amante, con conseguente crisi matrimoniale tra i due.
Franco allora inscena un suo finto rapimento, durante il quale tutta la famiglia, compreso Fabio si riunisce e attende ansiosa la liberazione di Franco finché dei misteriosi rapitori richiedono un riscatto e per far vedere che fanno sul serio mandano un orecchio mozzato al fratello. Fabio, inorridito, getta l'orecchio nel water, ma alla fine, pressato da tutti, vende la sua preziosa collezione di francobolli e paga il riscatto. Ottenendo così la liberazione del fratello, ma quando lo vede con l'orecchio intatto capisce che la richiesta di riscatto era l'ultima trovata di Franco per rubargli dei soldi: i due ricominciano così a litigare finché, dopo una furibonda lotta corpo a corpo, durata tutta la notte e il mattino seguente, finiscono entrambi in ospedale semi-paralizzati, dove continueranno a litigare come sempre.

## Curiosità
La locandina del film, raffigurante i due protagonisti che si urlano contro, è stata omaggiata nel film del 2003 Terapia d'urto con Jack Nicholson e Adam Sandler.